# ریچارد اچ. بیرد
ریچارد اچ. بیرد (به انگلیسی: Richard H. Bayard) سناتور سابق عضو حزب فدرالیست (آمریکا) بود. وی در سال ۱۸۳۶ تا ۱۸۳۹ و ۱۸۴۱ تا ۱۸۴۵ میلادی سناتور ایالت دلاویر در سنای ایالات متحده آمریکا بود.